# Bonotar

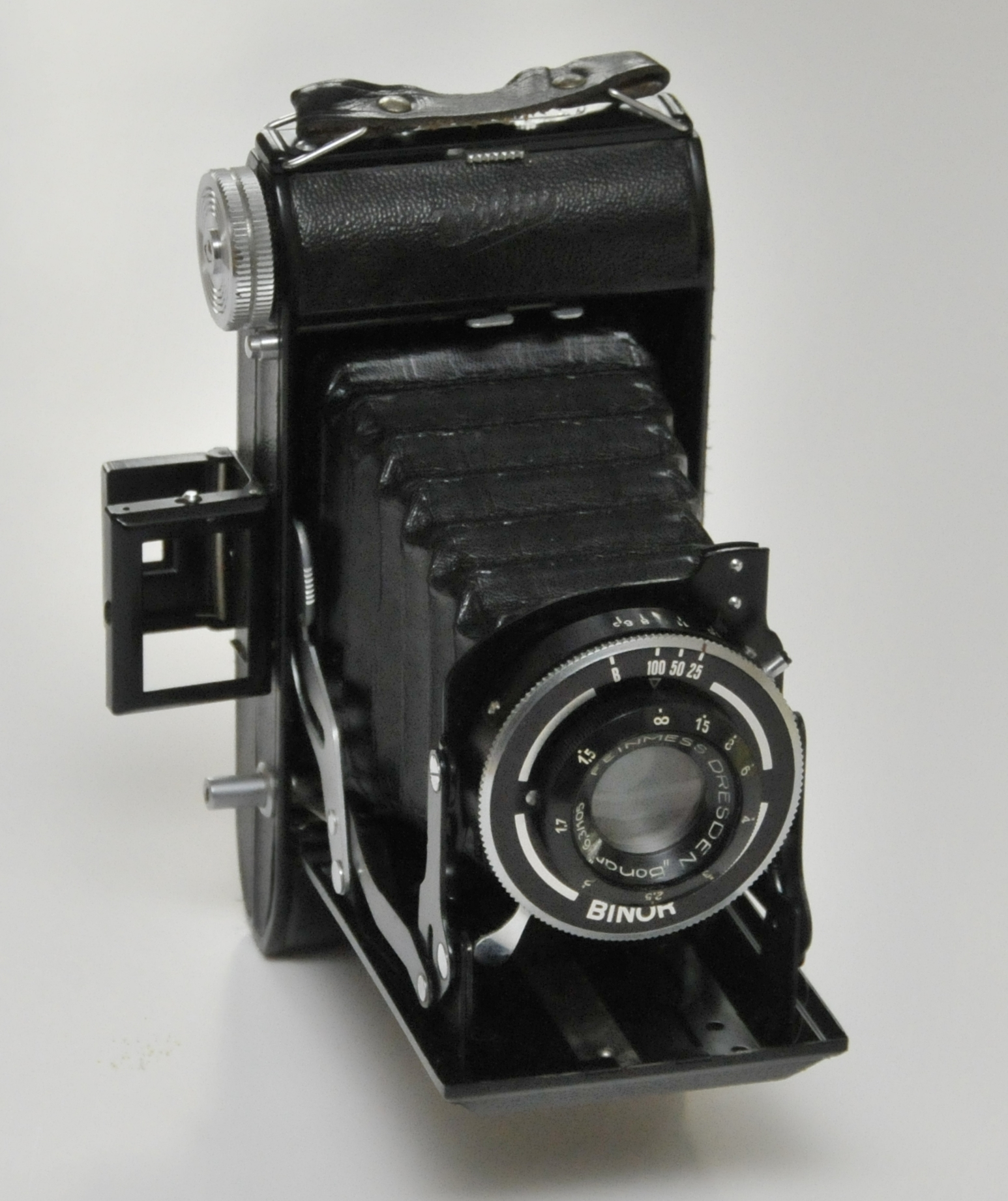
Kamera Belfoca I mit Bonar-Objektiv

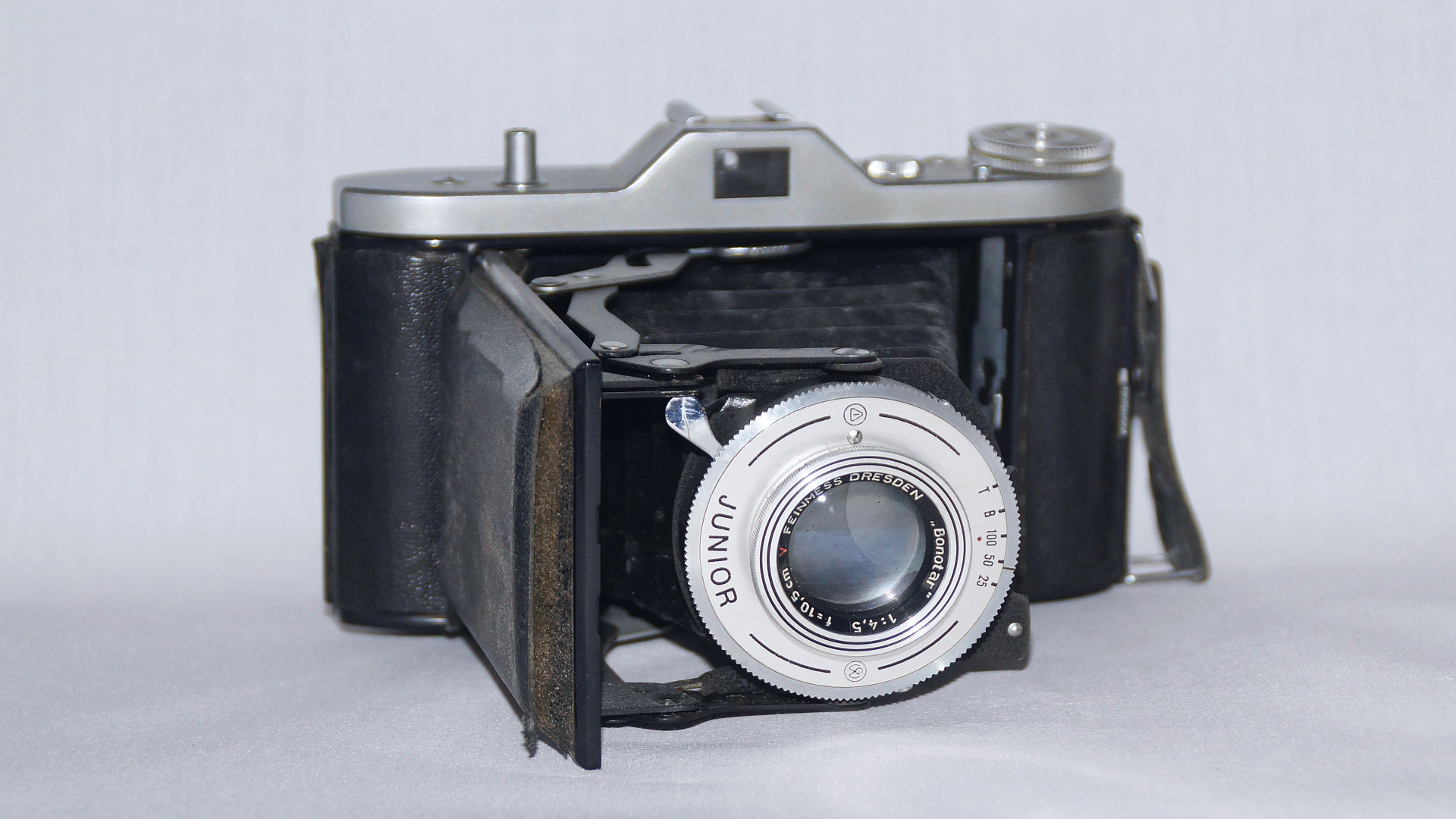
Welta Belfoca II
Objektiv Bonotar verbaut auf 105 mm, f 1:4.5. (Ehem. Feinmess Dresden)

Das Bonotar ist ein dreilinsiges Objektiv für Fotokameras. Es wurde 1953 durch Claus Lieberwirth für Feinmess Dresden berechnet und wurde bis 1960 produziert. Seine Grundkonstruktion folgt dem Cooke-Triplet. Von ihm abgeleitet wurde das Objektiv Bonar.

## Geschichte
Feinmess Dresden ging 1946 aus den Resten der Demontage und der Enteignung des feinmechanischen Werkes Gustav Heyde KG hervor. Klassisches Geschäftsfeld des Unternehmens waren optische Produkte wie unter anderem geodätische Instrumente, Fernrohre, Sehrohre oder auch Handentfernungsmesser für die Aerotopographie. Objektive für Kameras hingegen hatte das Unternehmen nie produziert.
Anfang der 1950er dann kam es zu einer Anfrage des Welta-Kamerawerkes in Freital auf Lieferung eines Objektives für die Mittelformatkameras Belfoca 1 und 2. Die bisherigen Lieferanten Ernst Ludwig und Meyer-Optik waren nicht in der Lage, den Bedarf an Triplets allein zu decken. Feinmess nahm den Auftrag an und ließ durch Richard Hummel von der Ihagee ein optisches Rechenbüro einrichten, das Claus Lieberwirth im August 1953 zur Rechnung des Objektivs übernahm.
Ab 1954 dann wurde das Bonotar produziert, als vergütetes Objektiv mit einer Brennweite von 105 mm und einer maximalen Blendenöffnung von 4,5. Es konkurrierte in der DDR damit mit dem Trioplan von Meyer-Optik (f/2,8, 100 mm), fiel aber lichtschwächer, baulich einfacher und kostengünstiger aus. Mit dem vom Bonotar abgeleiteten unvergüteten Bonar (f/6,5, 105 mm) bot das Werk eine noch lichtschwächere und kostengünstigere Alternative zum Bonotar an. Ein Merkmal des Objektivs war die Durchbiegung der zweiten Fläche, die zu einer guten Bildfeldebnung führte, die notwendige stärkere Krümmung der ersten Fläche war allerdings auch mit ein Grund für die relative Lichtschwäche des Bonotar.
Vom Bonotar wurden rund 20.000 Exemplare in Frontlinseneinstellung in angelieferten Zentralverschlüssen verbaut. Später als Wechselobjektiv ausgeführt wurden rund 14.000 Exemplare mit M42-Anschluss sowie 4.000 Exemplare mit Exakta-Bajonett. Die Wechselobjektive wurden nicht über Kamerawerke als Standardobjektive vertrieben, sondern durch den freien Fachhandel verkauft. Es etablierte sich in der DDR als populäre Alternative zum hochpreisigeren Meyer-Optik Trioplan.
1960 wurde die Produktion des Bonotar und des Bonar eingestellt und die Optik-Abteilung mit 130 Mitarbeitern mit der Fertigung von Zeiss Ikon zusammengelegt zu einer Fertigungsabteilung von Carl Zeiss. Ausschlaggebend war die Absicht der Konzentration der optischen Industrie, die später dann alle optischen Unternehmen der DDR unter dem Dach der Pentacon zusammenführte.
Das Unternehmen Feinmess Dresden existierte weiter, 1970 wurde es als VEB Feinmess Dresden Teil des VEB Carl Zeiss Jena und konzentrierte sich auf Messprodukte. 1992 wurde das inzwischen als Feinmess Dresden GmbH firmierende Unternehmen Teil der Steinmeyer-Firmengruppe, einem Hersteller von Präzisionsgewindetrieben. Unter dem Namen Steinmeyer Mechatronik ist das Unternehmen heute ein Hersteller von hochpräzisen Positionierlösungen.